# Carè Alto
El Carè Alto és una muntanya dels Alps italians prop de Trento al damunt de la vall de San Valentino amb una altitud de 3.465 metres per sobre del nivell del mar.